# Карликовая сайра
Карликовая сайра (лат. Cololabis adocetus) — морские рыбы, типовой вид рода сайры из семейства макрелещуковых (Scomberesocidae).
Мелкие, очень длинные и тонкие рыбки, самые крупные выловленные особи имели наибольшую длину 5,1 см.
Распространены на большей части восточной части Тихого океана. Живут в тропических районах, обитают у поверхности воды на глубинах около 1 метра, ведут пелагический образ жизни, далеко мигрирующий вид.
Этот вид не имеет какого-либо коммерческого или пищевого значения, промысел не ведётся.